# العلاقات البولندية السنغافورية
العلاقات البولندية السنغافورية هي العلاقات الثنائية التي تجمع بين بولندا وسنغافورة.

## مقارنة بين البلدين
هذه مقارنة عامة ومرجعية للدولتين:
| وجه المقارنة                                              | بولندا                                                                             | سنغافورة                                                             |
| --------------------------------------------------------- | ---------------------------------------------------------------------------------- | -------------------------------------------------------------------- |
| المساحة (كم2)                                             | 312.68 ألف                                                                         | 719                                                                  |
| عدد السكان (نسمة)                                         | 38.43 مليون                                                                        | 5.89 مليون                                                           |
| الكثافة السكانية (ن./كم²)                                 | 122.91                                                                             | 819.19 ألف                                                           |
| العاصمة                                                   | وارسو                                                                              | سنغافورة                                                             |
| اللغة الرسمية                                             | اللغة البولندية                                                                    | لغة إنجليزية، اللغة الملايو، اللغة الصينية القياسية، اللغة التاميلية |
| العملة                                                    | زلوتي بولندي                                                                       | دولار سنغافوري                                                       |
| الناتج المحلي الإجمالي (بليون دولار)                      | 524.51 مليار                                                                       | 323.91 مليار                                                         |
| الناتج المحلي الإجمالي (تعادل القوة الشرائية) بليون دولار | 1.02 تريليون                                                                       | 472.59 مليار                                                         |
| الناتج المحلي الإجمالي الاسمي للفرد دولار أمريكي          | 12.55 ألف                                                                          | 52.89 ألف                                                            |
| الناتج المحلي الإجمالي للفرد دولار أمريكي                 | 26.14 ألف                                                                          | 82.76 ألف                                                            |
| مؤشر التنمية البشرية                                      | 0.843                                                                              | 0.925                                                                |
| رمز المكالمات الدولي                                      | +48                                                                                | +65                                                                  |
| رمز الإنترنت                                              | .pl                                                                                | .sg                                                                  |
| المنطقة الزمنية                                           | توقيت وسط أوروبا، ت ع م+01:00، ت ع م+02:00، أوروبا/وارسو ‏، توقيت وسط أوروبا الصيفي | ت ع م+08:00، توقيت سنغافورة المنسق ‏                                  |

## منظمات دولية مشتركة
يشترك البلدان في عضوية مجموعة من المنظمات الدولية، منها:
| علم المنظمة | اسم المنظمة                        | تاريخ انضمام بولندا | تاريخ انضمام سنغافورة |
| ----------- | ---------------------------------- | ------------------- | --------------------- |
|             | مؤسسة التنمية الدولية              | 28 أكتوبر 1960      | 27 سبتمبر 2002        |
|             | يونسكو                             | 6 نوفمبر 1946       | 8 أكتوبر 2007         |
|             | وكالة ضمان الاستثمار متعدد الأطراف | 29 يونيو 1990       | 24 فبراير 1998        |
|             | الأمم المتحدة                      | 24 أكتوبر 1945      | 21 سبتمبر 1965        |
|             | الاتحاد البريدي العالمي            | 1 مايو 1919         | ?                     |
|             | البنك الدولي للإنشاء والتعمير      | 27 يونيو 1986       | 3 أغسطس 1966          |
|             | المنظمة الهيدروغرافية الدولية      | ?                   | ?                     |
|             | الاتحاد الدولي للاتصالات           | 1921                | 22 أكتوبر 1965        |
|             | منظمة حظر الأسلحة الكيميائية       | ?                   | ?                     |
|             | مؤسسة التمويل الدولية              | 29 ديسمبر 1987      | 4 سبتمبر 1968         |
|             | منظمة التجارة العالمية             | 1 يوليو 1995        | ?                     |
|             | منظمة الشرطة الجنائية الدولية      | ?                   | ?                     |

## وصلات خارجية
- موقع وزارة الخارجية البولندية
- موقع وزارة الخارجية السنغافورية